# Long Xuyên

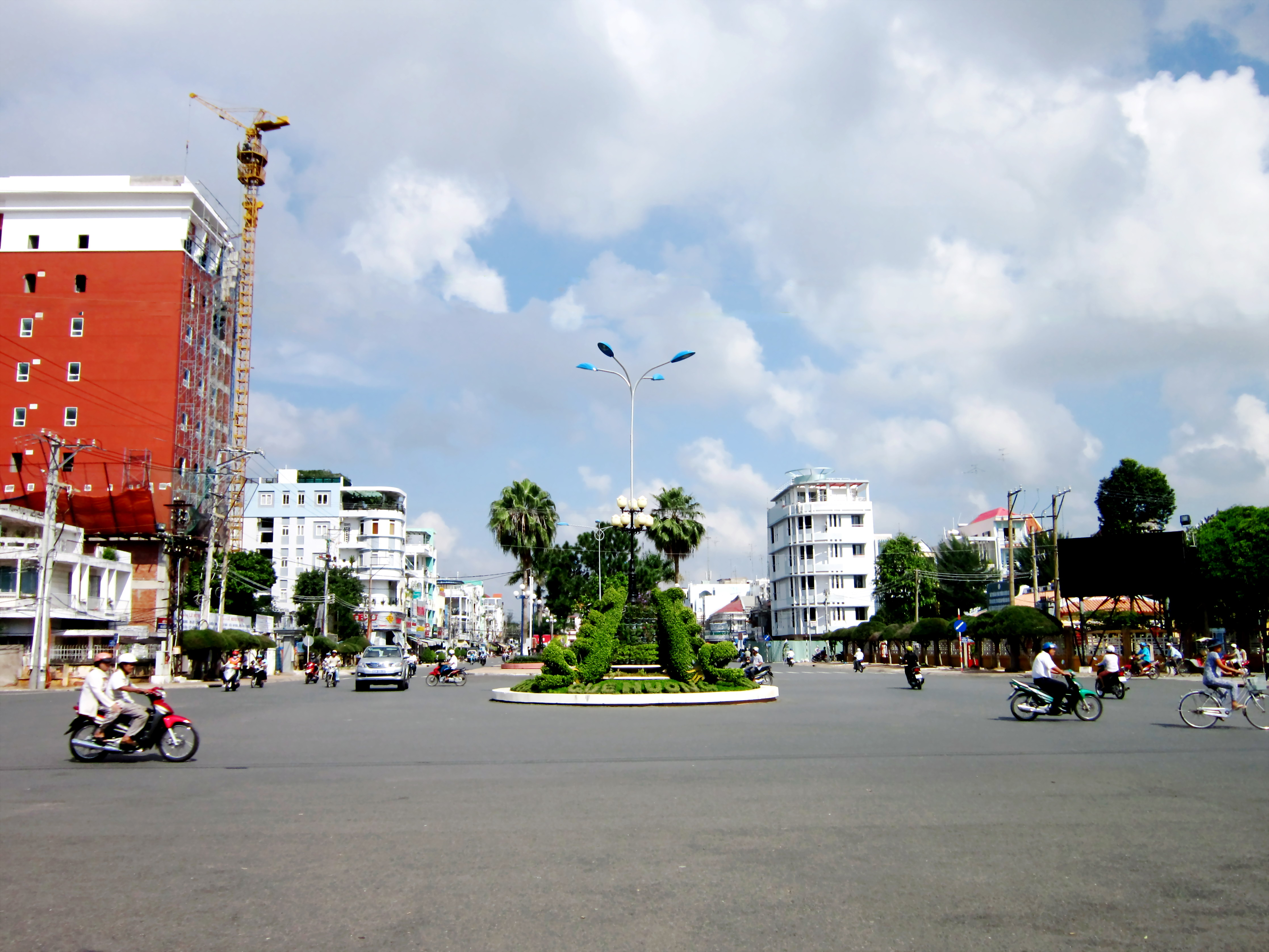
Blick auf die Stadt

Long Xuyên ist eine Stadt in der Provinz An Giang in Vietnam. Sie ist Teil des Mekongdeltas. Die Stadt liegt etwa 1.950 km südlich von Hanoi, 189 km von Ho-Chi-Minh-Stadt und 45 km von der kambodschanischen Grenze entfernt. Beim Zensus 2009 lag die Einwohnerzahl der Kernstadt bei 245.699 (Zensus 1999: 191.456). Die bezirksfreie Stadt Long Xuyên hatte 2009 eine Einwohnerzahl von 278.658. Die Stadt bildet die Hauptstadt der Provinz An Giang. Die Stadt ist in 13 Kommunen gegliedert und besitzt den Status einer Provinzstadt der 2. Klasse. Seit 1999 besitzt sie das Stadtrecht.

## Wirtschaft
Long Xuyên ist eine sehr entwickelte Stadt im Handel (hauptsächlich im Reishandel) und in der verarbeitenden Fischindustrie (Basafisch) mit mehr als sechs Verarbeitungsstätten und 10.000 Arbeitern. Neben Cần Thơ ist die Stadt das wichtigste Wirtschaftszentrum in Südwestvietnam.

## Bildung
In Long Xuyên befinden sich die An Giang-Universität und das Long Xuyên Teacher’s Training College. Die An Giang-Universität ist die zweitgrößte Universität im Mekongdelta. Sie hat mehr als 8.000 Studenten und begann als Lehrercollege. Seit 2000 hat sie den Status einer Universität.

## Religion
Long Xuyên ist das Zentrum der Hòa Hảo, einer Sekte des Buddhismus. Es gibt auch viele katholische Kirchen in der Stadt. Die Stadt ist der Hauptsitz des römisch-katholischen Bistum Long Xuyên.

## Söhne und Töchter der Stadt
- Tôn Đức Thắng (1888–1980), Politiker
- Nguyễn Ngọc Thơ (1908–1976), Politiker
- Ba Cụt (1923–1956), Kommandeur der Hòa Hảo

## Galerie

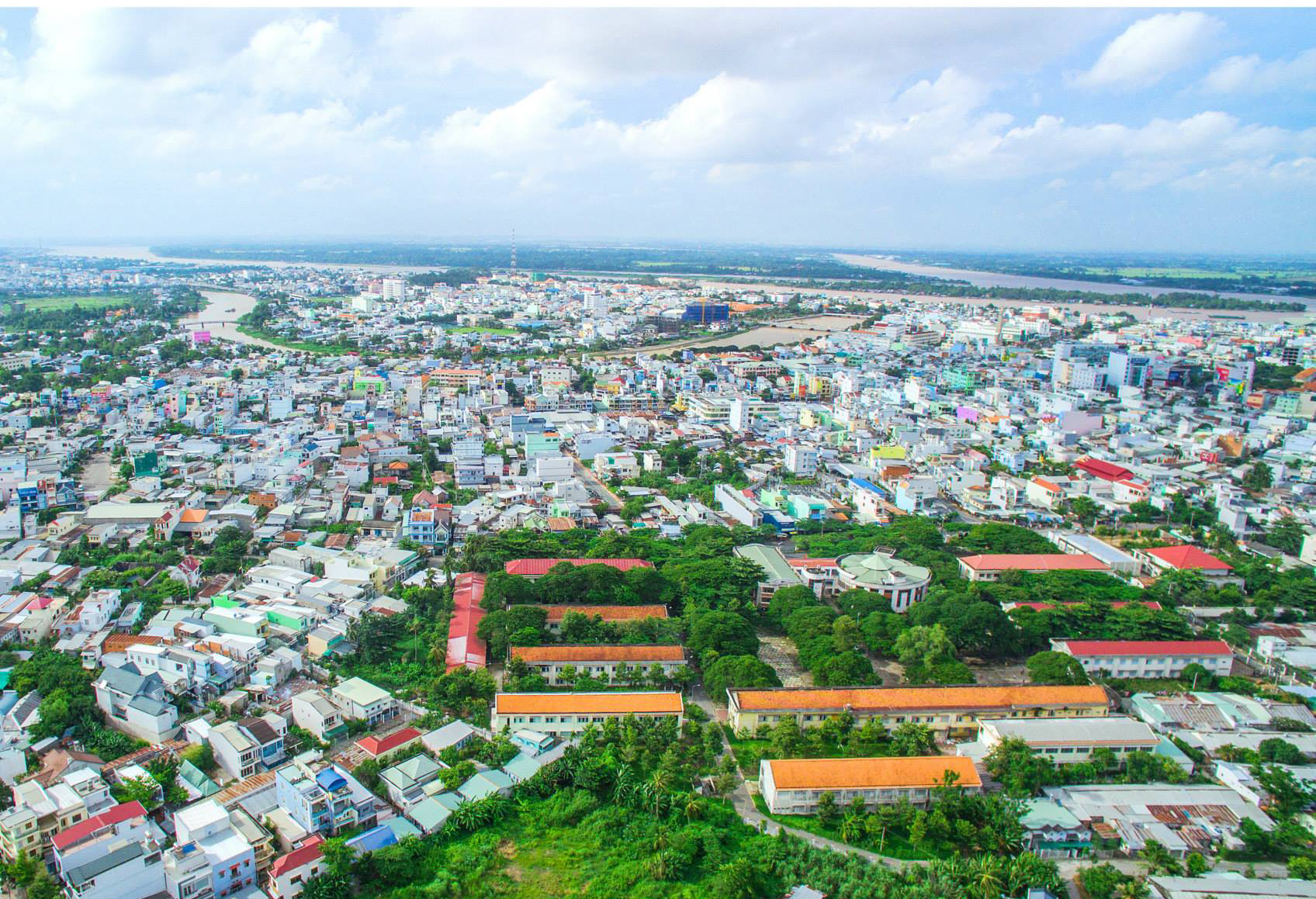
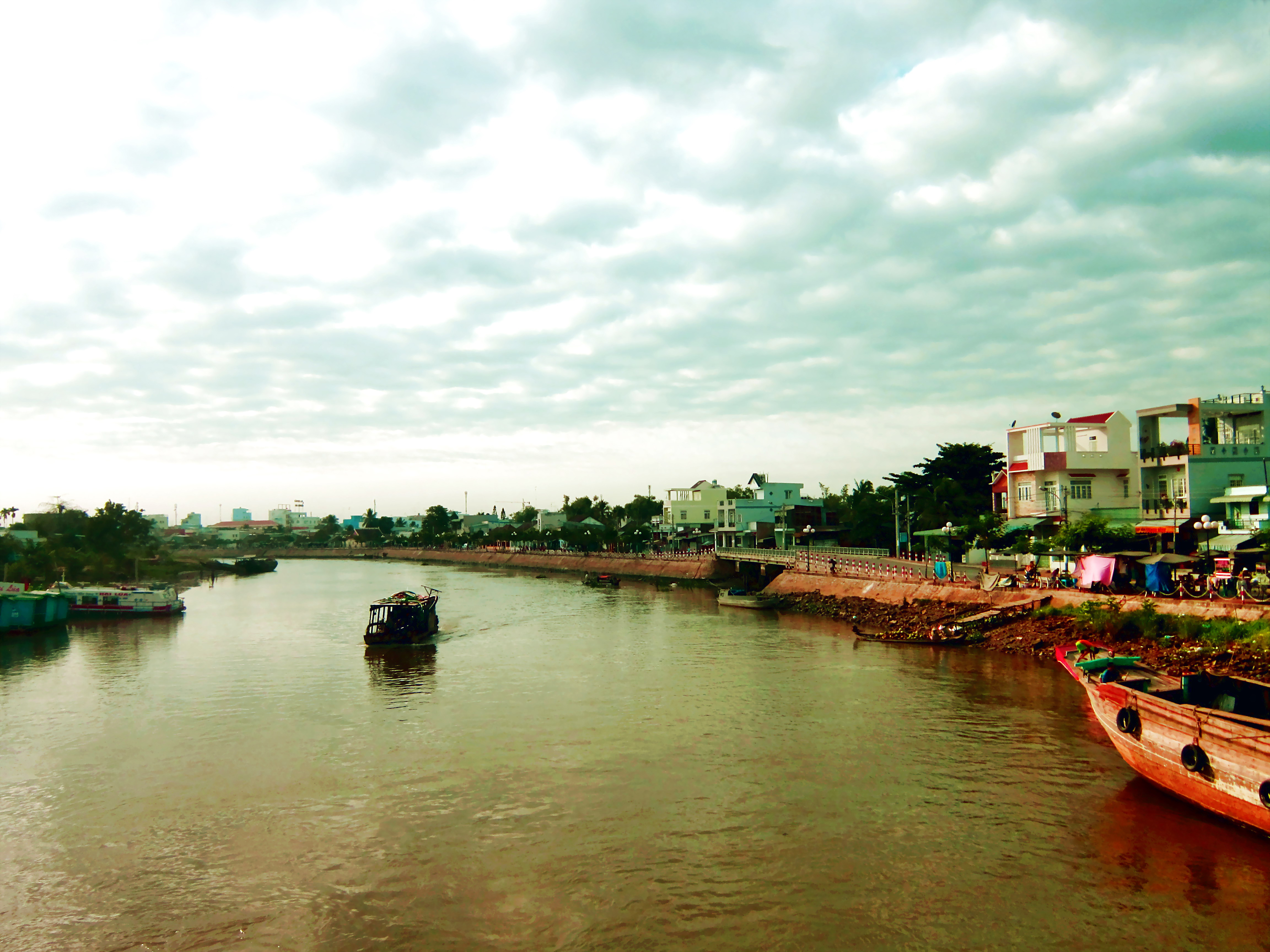
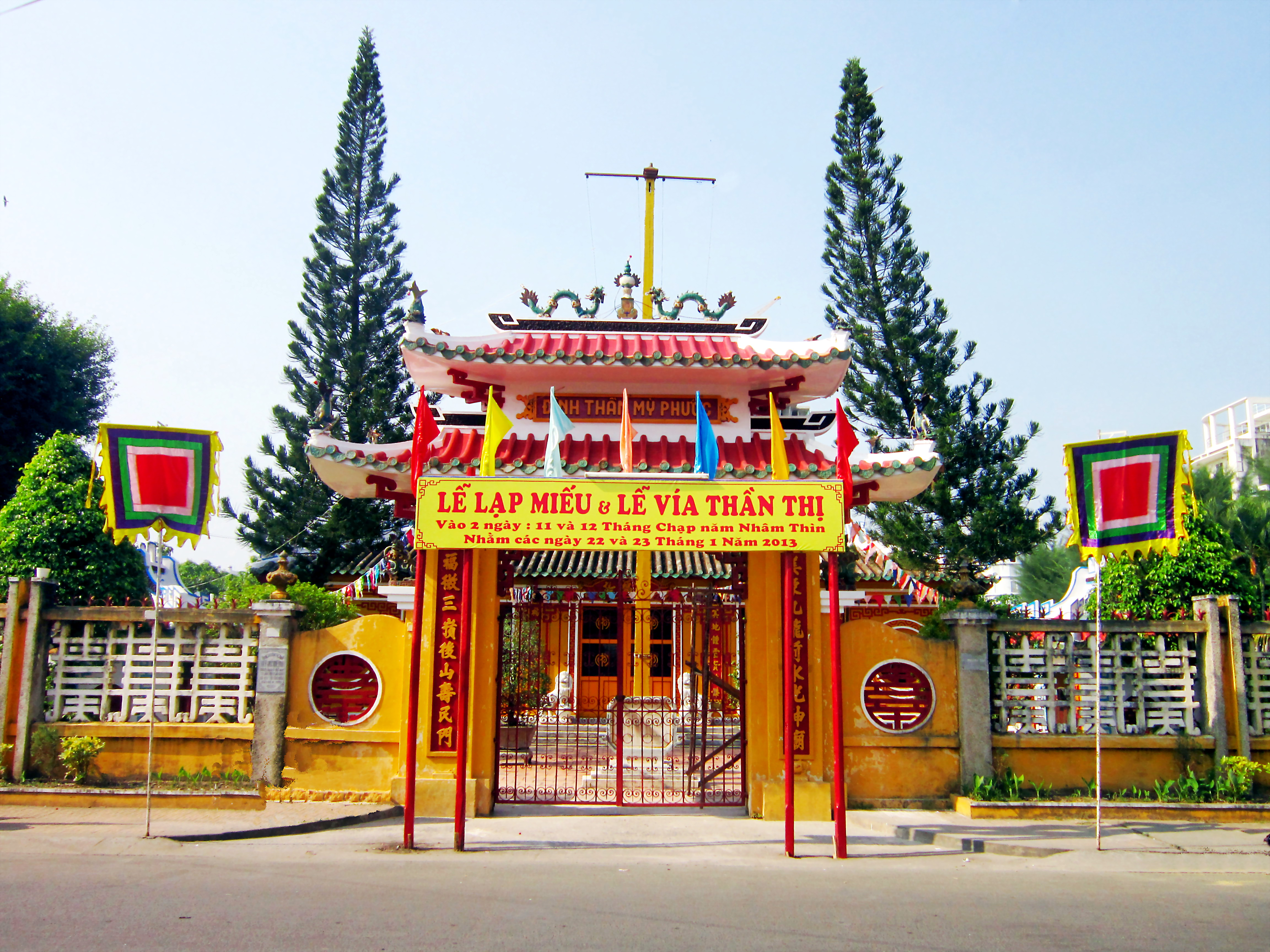
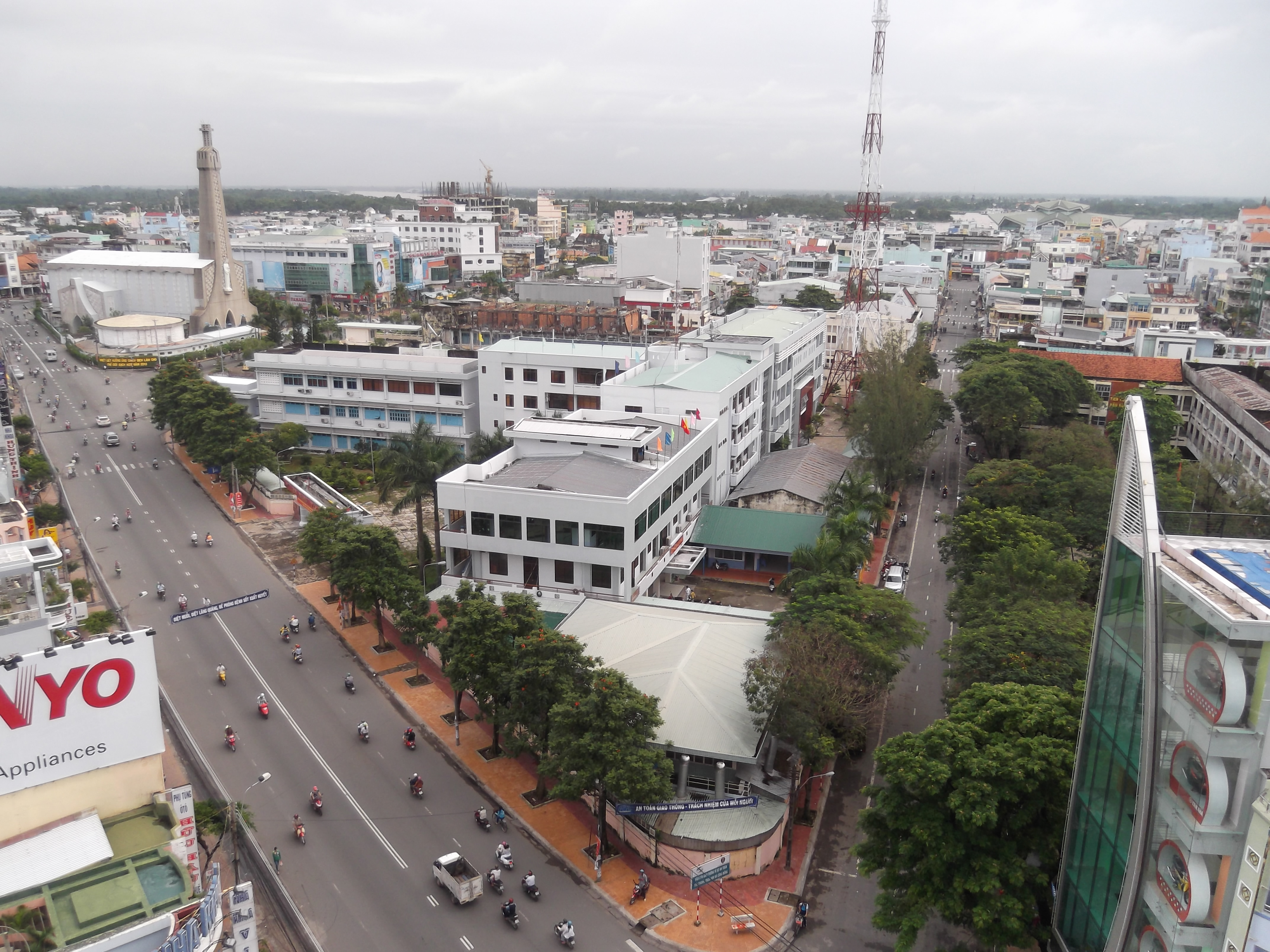
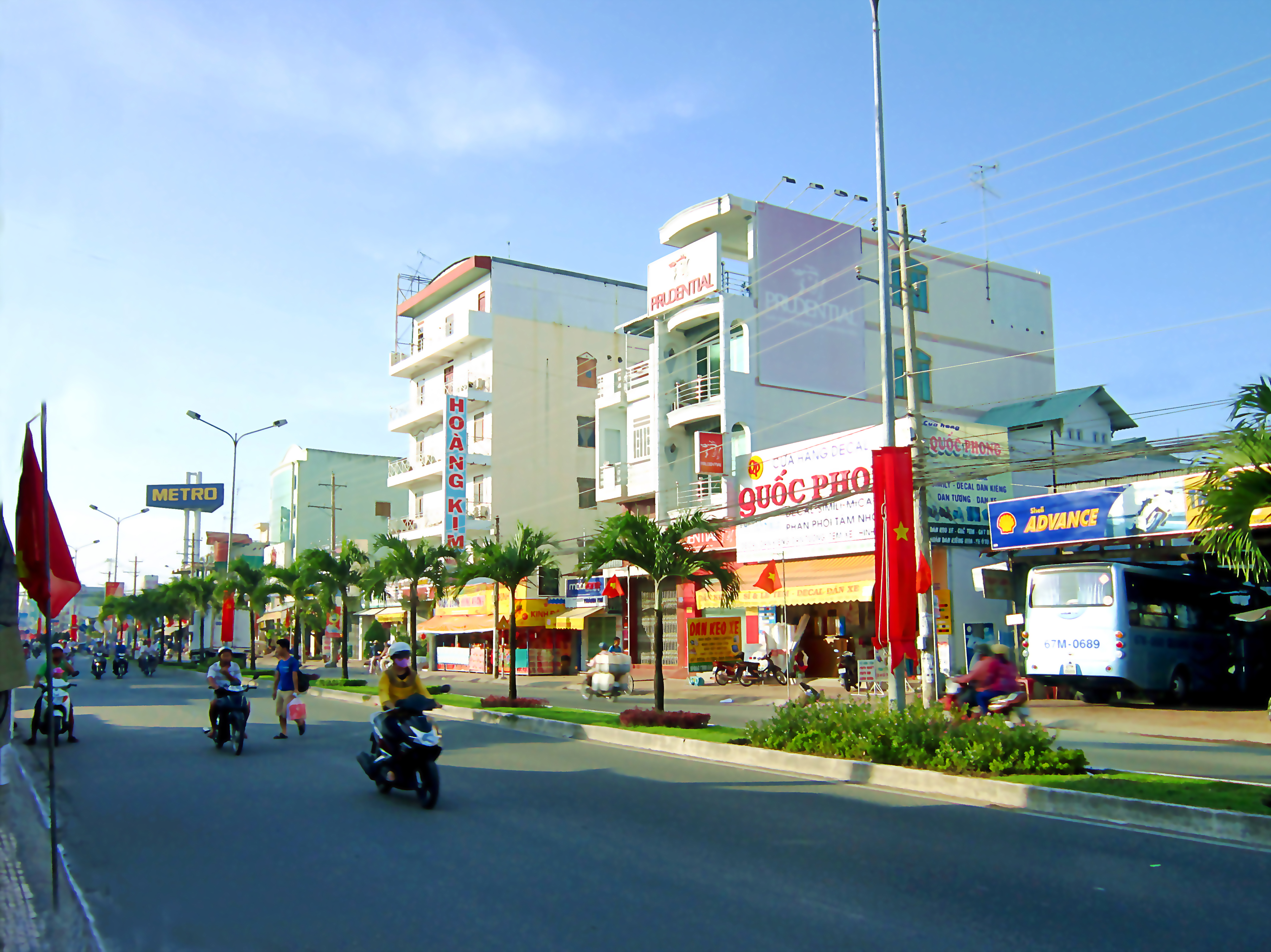